# Xlib
Xlib to biblioteka protokołu klienta X Window System. Zawiera funkcje służące do interakcji z X-serwerem. Wiele bibliotek widżetów zostało opartych na Xlib, są to między innymi:
- Intrinsics (znany jako Xt)
- Motif
- Xaw
- Tk
- GTK+
- Ultimate++
- Qt

Biblioteka Xlib powstała w 1985 roku i posiada obecnie wiele historycznych zaszłości, które negatywnie wpływają na wydajność. Z tego względu opracowano mającą ją zastąpić bibliotekę XCB.